# Werner Lener
Werner Lener (* 11. Mai 1941 in Stuttgart-Zuffenhausen) ist ein deutscher Jazzpianist, Komponist und Bandleader. Er „bringt alles zum Swingen, was ihm unter die Finger kommt“, charakterisierte ihn einst Dieter Zimmerle.

## Leben und Wirken
Lener entdeckt nach einer zehnjährigen klassischen Klavierausbildung bei Konzertpianist Erwin Kübler 1957 den Jazz. Nach ersten Duokonzerten gründete er 1958 die Darktown Jazzband, die er über die Jahrzehnte leitete. Die Band trat zwischen 1962 und 1966 mehrfach erfolgreich beim Deutschen und Internationalen Amateur-Jazzfestival in Düsseldorf auf, veröffentlichte seit 1974 mehrere Alben und tourte auch international. 
Lener spielte mit Klaus Osterloh, Charly Höllering, Joe Gallardo, Bernd K. Otto, Thomas Stabenow und Matthias Holtmann zwei Alben als Mister Wendelins Dixie-Band (für den Orix-Verlag) ein, sowie mit Slick Salzer und seit den 1990er Jahren weitere Alben mit seinem eigenen Trio. Er trat als Solist zusammen mit u. a. Wolfgang Dauner und Joerg Reiter beim Pianofestival in der Stuttgarter Liederhalle auf, war aber bis 1999 auch mehrfach in Hanns Dieter Hüschs Gesellschaftsabend im Fernsehen zu erleben.
Ferner war er auf Tournee mit Peanuts Hucko, der amerikanischen Sängerin Carrie Smith und gehörte von 1982 bis 1986 zur Band des schwedischen Vibraphonisten Lars Erstrand. Seit 1985 spielte er mit Oscar Klein, seit 1987 mit Bill Ramsey. 1988 war er auf Tournee mit René Franc und mit Katie Webster und trat auch mit dem amerikanischen Pianisten Johnny Varro im Duo auf. Zudem wirkte er 1982 bei den Aufnahmen eines Tatort-Krimis in der Dixieland Hall Stuttgart mit. 1993 trat er mit den Flat Foot Stompers in San Francisco und beim Jazzfestival Los Angeles auf. Im Folgejahr gab er Konzerte mit Colin Dawson, Ken Peplowski und George Masso. 1997 waren Benny Waters und er auf Tournee in der Schweiz und Deutschland und traten auch auf dem Jazzfestival Dubrovnik auf. In den nächsten Jahren gab er auch Konzerte mit Jiggs Whigham, Gustl Mayer, Günter Lenz und Kurt Bong sowie im Duo mit Dizzy Krisch. 2002 gründete er weiterhin das CD-Label BoogieBop Music und ein eigenes Tonstudio; er legte auch Jazz-Produktionen für Kinder vor.

## Preise und Auszeichnungen
Lener war 1968 Preisträger beim Internationalen Solopiano-Jazzfestival Mönchengladbach.

## Diskographische Hinweise
- Werner Lener Trio featuring Bill Ramsey, Woody Shaw (mit Charly Höllering, Thomas Krisch, Gregor Beck)
- Werner Lener Trio Personal Moments (Satin Doll Productions 1998, mit Thomas Krisch, Herbert Wachter sowie Pierre Paquette)
- Eva Württemberger My Favorite Things
- Werner Lener Trio Finger Tales (BoogieBop, nominiert für die Vierteljahresauszeichnung 1/2010 beim Preis der Deutschen Schallplattenkritik)

## Lexikalische Einträge
- Jürgen Wölfer: Jazz in Deutschland. Das Lexikon. Alle Musiker und Plattenfirmen von 1920 bis heute. Hannibal, Höfen 2008, ISBN 978-3-85445-274-4.